# Dietfried Gerhardus
Dietfried Gerhardus (* 20. Oktober 1938 in Greven; † 1. Januar 2022) war Akademischer Oberrat i. R. im Fach Philosophie an der Universität des Saarlandes und Honorarprofessor an der Hochschule der bildenden Künste Saar. Seine Fachgebiete waren Semiotik der Kunst und poietische Handlungstheorie.
Für Gerhardus zeigte sich auch ein semiotischer und sprachphilosophischer Aspekt in der bildenden Kunst.
Gerhardus war ein Vertreter des methodischen Konstruktivismus der Erlanger Schule. Er betonte den dialogischen und semiotischen Zweig dieser Richtung und war mit Kuno Lorenz Leiter des DFG-Forschungsprojektes Wissenschaftssprache versus Umgangssprache. Probleme des Aufbaus einer Wissenschaftssprache in Kunst- und Literaturwissenschaft. Er war Mitglied in der Gesellschaft für analytische Philosophie; Deutsche Gesellschaft für Semiotik. Deutsche Gesellschaft für Ästhetik.
Er starb im Alter von 83 Jahren am Neujahrstag 2022.